# Grand Prix Monako 1950
Grand Prix Monako 1950 (oryg. XI Grand Prix Automobile de Monaco) – druga runda Mistrzostw Świata Formuły 1 w sezonie 1950. Grand Prix odbyła się 21 maja na torze Circuit de Monaco w Monako.
Juan Manuel Fangio z Alfa Romeo zdobył pole position, zwyciężył w wyścigu oraz wywalczył najszybsze okrążenie w wyścigu. Na drugim stopniu podium znalazł się Alberto Ascari z Ferrari, a na trzecim Louis Chiron z Maserati.

## Tło
Pierwsze Grand Prix w Monako odbywały się przed II wojną światową w latach 1929–1937. W 1948 roku ponownie zorganizowano Grand Prix, którego zwycięzcą został Giuseppe Farina z Maserati. Tor został utworzony na ulicach miasta za propozycją Anthoniego Noghèsa w 1929 roku.
Do wyścigu zostało zgłoszonych 24 kierowców z dziewięciu prywatnych i czterech fabrycznych zespołów.

## Kwalifikacje
Dwunastu kierowców rozpoczęło Grand Prix z oponami Pirelli, siedmiu z oponami Dunlop, a pozostała dwójka użyła opon Englebert.
Peter Whitehead był nieobecny podczas kwalifikacji z powodu wielu problemów z silnikiem. Alfredo Pián również nie wystartował w kwalifikacjach, a Harry Schell nie ustanowił czasu.
Pierwsze i trzecie miejsce zostało wywalczone przez kierowców Alfa Romeo – Juana Manuela Fangio i Louisa Chirona, drugą pozycję wywalczył Alberto Ascari z Ferrari.

## Wyścig

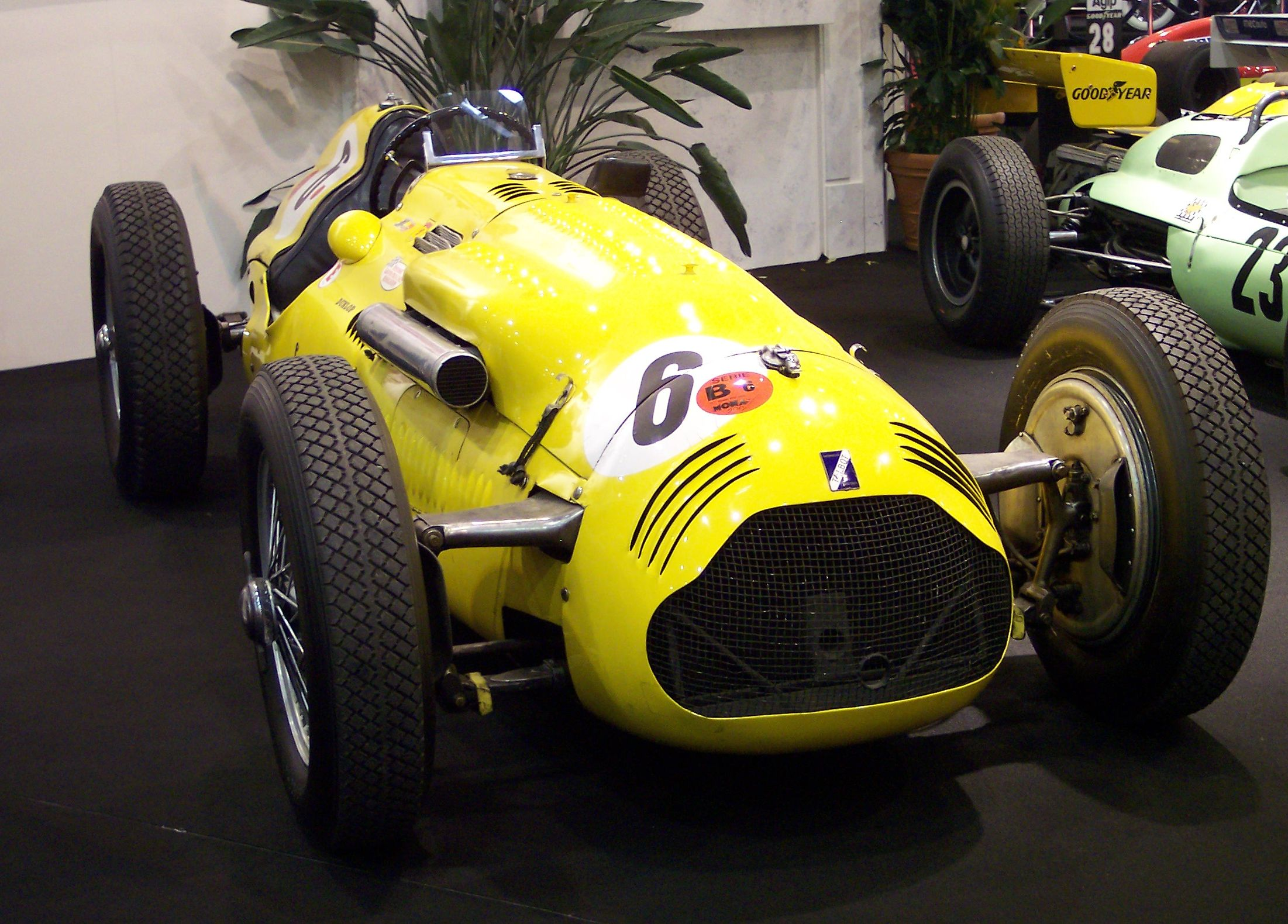
Talbot-Lago T26C Johnny’ego Claesa z zespołu Écurie Belge

W czasie wyścigu panowała łagodna i słoneczna pogoda. Kierowcy ustawili się na pozycjach w formie siedmiu rzędów po trzy i dwa bolidy na przemian, w ósmym rzędzie ustawił się jeden bolid.
W niedzielę pogoda była wietrzna, zakręt Tabac z powodu zalania wodą z portu był raczej śliski. Po starcie, za prostą startową doszło do karambolu, Giuseppe Farina stracił kontrolę nad bolidem i został uderzony przez José Froilána Gonzáleza, Luigi Fagioli wykonał nagły skręt, aby się zatrzymać. Louis Rosier uniknął zderzenia z bolidem Fagiolego, jednak po uderzeniu przez Roberta Manzona miał z nim kontakt. W wyniku wypadku wraz z Emmanuelem de Graffenriedem, Maurice Trintignantem, Cuthem Harrisonem, Franco Rolem, Harrym Schellem, Alfredo Piánem i Peterem Whiteheadem musieli oni wycofać się z wyścigu, José Froilán González wycofał się na następnym okrążeniu. Podczas gdy Fangio wyprzedził wraki bolidów Villoresi zwalniając utknął między nimi, przez co został wyprzedzony przez wszystkich kierowców, Ascari awansował na drugie miejsce. Villoresi powrócił do czołówki i przez kilkanaście okrążeń walczył z Ascarim, kiedy to na 63. okrążeniu w bolidzie Villoresiego doszło awarii skrzyni biegów i musiał on zakończyć jazdę. Juan Manuel Fangio utrzymywał prowadzenie przez cały wyścig, przez pewien czas miał przewagę jednego okrążenia nad drugim Ascarim. Na drugim miejscu podium znalazł się Alberto Ascari, a na trzecim Louis Chiron.
Najszybsze okrążenie wyścigu ustanowił Juan Manuel Fangio.
Grand Prix Monako 1950 jest najwolniejszym wyścigiem Formuły 1, średnia prędkość zwycięzcy wyścigu wyniosła 98,701 km/h.

## Lista startowa
| Nr               | Kierowca                | Zespół                        | Samochód                | Silnik                 | Opony |
| ---------------- | ----------------------- | ----------------------------- | ----------------------- | ---------------------- | ----- |
| 2                | José Froilán González   | Scuderia Achille Varzi        | Maserati 4CLT/48        | Maserati 4CLT 1,5 R4T  | P     |
| 4                | Alfredo Pián            | Scuderia Achille Varzi        | Maserati 4CLT/48        | Maserati 4CLT 1,5 R4T  | P     |
| 6                | Johnny Claes            | Ecurie Belge                  | Talbot-Lago T26C        | Talbot 23CV 4,5 R6     | E     |
| 8                | Harry Schell            | Horschell Racing Corporation  | Cooper T12              | JAP 1,1 V2             | D     |
| 10               | Robert Manzon           | Equipe Gordini                | Simca-Gordini T15       | Gordini 15C 1,5 R4T    | E     |
| 12               | Maurice Trintignant     | Equipe Gordini                | Simca-Gordini T15       | Gordini 15C 1,5 R4T    | E     |
| 14               | Philippe Étancelin      | Philippe Étancelin            | Talbot-Lago T26C        | Talbot 23CV 4,5 R6     | D     |
| 16               | Louis Rosier            | Ecurie Rosier                 | Talbot-Lago T26C        | Talbot 23CV 4,5 R6     | D     |
| 18               | Charles Pozzi           | Ecurie Rosier                 | Talbot-Lago T26C        | Talbot 23CV 4,5 R6     | D     |
| 20               | Yves Giraud-Cabantous   | Automobiles Talbot-Darracq SA | Talbot-Lago T26C        | Talbot 23CV 4,5 R6     | D     |
| 22               | Pierre Levegh           | Pierre Levegh                 | Talbot-Lago T26C        | Talbot 23CV 4,5 R6     | D     |
| 24               | Cuth Harrison           | Cuth Harrison                 | ERA B-Type              | ERA 1,5 R6T            | D     |
| 26               | Bob Gerard              | Bob Gerard                    | ERA B-Type              | ERA 1,5 R6T            | D     |
| 28               | Peter Whitehead         | Peter Whitehead               | Ferrari 125 F1          | Ferrari 125 1,5 V12T   | D     |
| 32               | Giuseppe Farina         | SA Alfa Romeo                 | Alfa Romeo 158          | Alfa Romeo 158 1,5 R8T | P     |
| 34               | Juan Manuel Fangio      | SA Alfa Romeo                 | Alfa Romeo 158          | Alfa Romeo 158 1,5 R8T | P     |
| 36               | Luigi Fagioli           | SA Alfa Romeo                 | Alfa Romeo 158          | Alfa Romeo 158 1,5 R8T | P     |
| 38               | Luigi Villoresi         | Scuderia Ferrari              | Ferrari 125 F1          | Ferrari 125 1,5 V12T   | P     |
| 40               | Alberto Ascari          | Scuderia Ferrari              | Ferrari 125 F1          | Ferrari 125 1,5 V12T   | P     |
| 42               | Raymond Sommer          | Scuderia Ferrari              | Ferrari 125 F1          | Ferrari 125 1,5 V12T   | P     |
| 44               | Franco Rol              | Officine Alfieri Maserati     | Maserati 4CLT/48        | Maserati 4CLT 1,5 R4T  | P     |
| 46               | Clemente Biondetti      | Scuderia Milano               | Maserati Milano 4CLT/50 | Maserati 4CLT 1,5 R4T  | P     |
| 48               | Louis Chiron            | Officine Alfieri Maserati     | Maserati 4CLT/48        | Maserati 4CLT 1,5 R4T  | P     |
| 50               | Prince Bira             | Enrico Platé                  | Maserati 4CLT/48        | Maserati 4CLT 1,5 R4T  | P     |
| 52               | Emmanuel de Graffenried | Enrico Platé                  | Maserati 4CLT/48        | Maserati 4CLT 1,5 R4T  | P     |
| 54               | André Simon             | Equipe Gordini                | Simca-Gordini T15       | Gordini 1,5 15C R4T    | E     |
| Źródło: Stats F1 |                         |                               |                         |                        |       |

## Wyniki

### Kwalifikacje
Pozycje 1–5 zarezerwowano dla pięciu najszybszych kierowców z czwartkowej sesji kwalifikacyjnej. Resztę pól obsadzono w sobotę. 
| P                | Nr | Kierowca                | Konstruktor        | Czas   | Poz. s. |
| ---------------- | -- | ----------------------- | ------------------ | ------ | ------- |
| 1                | 34 | Juan Manuel Fangio      | Alfa Romeo         | 1:50,2 | 1       |
| 2                | 32 | Giuseppe Farina         | Alfa Romeo         | 1:52,8 | 2       |
| 3                | 2  | José Froilán González   | Maserati           | 1:53,7 | 3       |
| 4                | 14 | Philippe Étancelin      | Talbot-Lago-Talbot | 1:54,1 | 4       |
| 5                | 36 | Luigi Fagioli           | Alfa Romeo         | 1:54,2 | 5       |
| 6                | 38 | Luigi Villoresi         | Ferrari            | 1:52,3 | 6       |
| 7                | 40 | Alberto Ascari          | Ferrari            | 1:53,8 | 7       |
| 8                | 48 | Louis Chiron            | Maserati           | 1:56,3 | 8       |
| 9                | 42 | Raymond Sommer          | Ferrari            | 1:56,6 | 9       |
| 10               | 16 | Louis Rosier            | Talbot-Lago-Talbot | 1:57,7 | 10      |
| 11               | 10 | Robert Manzon           | Simca-Gordini      | 2:00,4 | 11      |
| 12               | 52 | Emmanuel de Graffenried | Maserati           | 2:00,7 | 12      |
| 13               | 12 | Maurice Trintignant     | Simca-Gordini      | 2:01,4 | 13      |
| 14               | 24 | Cuth Harrison           | ERA                | 2:01,6 | 14      |
| 15               | 50 | Prince Bira             | Maserati           | 2:02,2 | 15      |
| 16               | 26 | Bob Gerard              | ERA                | 2:03,4 | 16      |
| 17               | 44 | Franco Rol              | Maserati           | 2:04,5 | 17      |
| 18               | 6  | Johnny Claes            | Talbot-Lago-Talbot | 2:12,0 | 19      |
| 19               | 4  | Alfredo Pián            | Maserati           | —      | NW      |
| 20               | 8  | Harry Schell            | Cooper-JAP         | —      | 20      |
| 21               | 28 | Peter Whitehead         | Ferrari            | —      | NW      |
| Źródło: Stats F1 |    |                         |                    |        |         |

### Wyścig
| P                | Nr | Kierowca                | Konstruktor        | Okr. | Czas                          | Start | +/–       | Punkty |
| ---------------- | -- | ----------------------- | ------------------ | ---- | ----------------------------- | ----- | --------- | ------ |
| 1                | 34 | Juan Manuel Fangio      | Alfa Romeo         | 100  | 3:13:18,7                     | 1     | Bez zmian | 8+1    |
| 2                | 40 | Alberto Ascari          | Ferrari            | 99   | +1 okrążenie                  | 7     | 5         | 6      |
| 3                | 48 | Louis Chiron            | Maserati           | 98   | +2 okrążenia                  | 8     | 5         | 4      |
| 4                | 42 | Raymond Sommer          | Ferrari            | 97   | +3 okrążenia                  | 9     | 5         | 3      |
| 5                | 50 | Prince Bira             | Maserati           | 95   | +5 okrążeń                    | 15    | 10        | 2      |
| 6                | 26 | Bob Gerard              | ERA                | 94   | +6 okrążeń                    | 16    | 10        |        |
| 7                | 6  | Johnny Claes            | Talbot-Lago-Talbot | 94   | +6 okrążeń                    | 19    | 12        |        |
| NS               | 38 | Luigi Villoresi         | Scuderia Ferrari   | 63   | NU (przekładnia)              | 9     |           |        |
| NS               | 14 | Philippe Étancelin      | Talbot-Lago-Talbot | 36   | NU (wyciek oleju)             | 5     |           |        |
| NS               | 2  | José Froilán González   | Maserati           | 1    | NU (pożar)                    | 12    |           |        |
| NS               | 36 | Luigi Fagioli           | Alfa Romeo         | 0    | NU (wypadek)                  | 11    |           |        |
| NS               | 32 | Giuseppe Farina         | Alfa Romeo         | 0    | NU (wypadek)                  | 17    |           |        |
| NS               | 16 | Louis Rosier            | Ecurie Rosier      | 0    | NU (wypadek)                  | 13    |           |        |
| NS               | 10 | Robert Manzon           | Simca-Gordini      | 0    | NU (wypadek)                  | 15    |           |        |
| NS               | 8  | Harry Schell            | Cooper-JAP         | 0    | NU (wypadek)                  | 14    |           |        |
| NS               | 52 | Emmanuel de Graffenried | Maserati           | 0    | NU (wypadek)                  | 19    |           |        |
| NS               | 12 | Maurice Trintignant     | Simca-Gordini      | 0    | NU (wypadek)                  | 10    |           |        |
| NS               | 24 | Cuth Harrison           | ERA                | 0    | NU (wypadek)                  | 18    |           |        |
| NS               | 44 | Franco Rol              | Maserati           | 0    | NU (wypadek)                  | 20    |           |        |
| NW               | 4  | Alfredo Pián            | Maserati           | –    | NW (wypadek)                  | –     |           |        |
| NW               | 28 | Peter Whitehead         | Ferrari            | –    | NW (silnik)                   | –     |           |        |
| NW               | 18 | Charles Pozzi           | Talbot-Lago-Talbot | –    | NW (nie przybył)              | –     |           |        |
| NW               | 20 | Yves Giraud-Cabantous   | Talbot-Lago-Talbot | –    | NW (nie przybył)              | –     |           |        |
| NW               | 22 | Pierre Levegh           | Talbot-Lago-Talbot | –    | NW (nie przybył)              | –     |           |        |
| NW               | 46 | Clemente Biondetti      | Milano-Maserati    | –    | NW (brak sprawnego samochodu) | –     |           |        |
| NW               | 54 | André Simon             | Simca-Gordini      | –    | NW (rejestracja anulowana)    | –     |           |        |
| Źródło: Stats F1 |    |                         |                    |      |                               |       |           |        |

Uwagi
1. ↑  Dodatkowy 1 punkt jest przyznawany kierowcy, który ustanowił najszybsze okrążenie w wyścigu.

### Najszybsze okrążenie
| Nr               | Kierowca           | Konstruktor | Czas   |
| ---------------- | ------------------ | ----------- | ------ |
| 34               | Juan Manuel Fangio | Alfa Romeo  | 1:51,0 |
| Źródło: Stats F1 |                    |             |        |

### Prowadzenie w wyścigu
| Nr                              | Kierowca           | Konstruktor | Okrążenia | Suma |
| ------------------------------- | ------------------ | ----------- | --------- | ---- |
| 34                              | Juan Manuel Fangio | Alfa Romeo  | 1–100     | 100  |
| \| Wykres \| \| ------ \| \| \| |                    |             |           |      |
| Źródło: Stats F1                |                    |             |           |      |
| Wykres                          |                    |             |           |      |
|                                 |                    |             |           |      |

## Klasyfikacja kierowców po wyścigu
Pierwsza piątka otrzymywała punkty według klucza 8-6-4-3-2, 1 punkt przyznawany był dla kierowcy, który wykonał najszybsze okrążenie w wyścigu. Klasyfikacja konstruktorów została wprowadzona w 1958 roku.
Źródło:
Uwzględniono tylko kierowców, którzy zdobyli jakiekolwiek punkty.
| P | +/− | Kierowca              | Starty | Punkty | P1 | P2 | P3 | PP | NO | NS |
| - | --- | --------------------- | ------ | ------ | -- | -- | -- | -- | -- | -- |
| 1 | 0   | Giuseppe Farina       | 2      | 9      | 1  | –  | –  | 1  | 1  | 1  |
| = | N   | Juan Manuel Fangio    | 2      | 9      | 1  | –  | –  | 1  | 1  | 1  |
| 3 | −1  | Luigi Fagioli         | 2      | 6      | –  | 1  | –  | –  | –  | 1  |
| = | N   | Alberto Ascari        | 1      | 6      | –  | 1  | –  | –  | –  | –  |
| 5 | N   | Louis Chiron          | 2      | 4      | –  | –  | 1  | –  | –  | 1  |
| = | −2  | Reg Parnell           | 1      | 4      | –  | –  | 1  | –  | –  | –  |
| 7 | −3  | Yves Giraud-Cabantous | 1      | 3      | –  | –  | –  | –  | –  | –  |
| = | N   | Raymond Sommer        | 1      | 3      | –  | –  | –  | –  | –  | –  |
| 9 | −4  | Louis Rosier          | 2      | 2      | –  | –  | –  | –  | –  | 1  |
| = | N   | Prince Bira           | 2      | 2      | –  | –  | –  | –  | –  | 1  |
| P | +/− | Kierowca              | Starty | Punkty | P1 | P2 | P3 | PP | NO | NS |